# Поремба-Середня
Поремба-Середня (пол. Poręba Średnia) — село в Польщі, у гміні Браньщик Вишковського повіту Мазовецького воєводства.
Населення — 433 особи (2011).
У 1975-1998 роках село належало до Остроленцького воєводства.

## Демографія
Демографічна структура станом на 31 березня 2011 року:
|          | Загалом | Допрацездатний вік | Працездатний вік | Постпрацездатний вік |
| -------- | ------- | ------------------ | ---------------- | -------------------- |
| Чоловіки | 212     | 40                 | 142              | 30                   |
| Жінки    | 221     | 40                 | 121              | 60                   |
| Разом    | 433     | 80                 | 263              | 90                   |